# Qatar ExxonMobil Open 2007
Відкритий чемпіонат Катару 2007 (також відомий як Qatar ExxonMobil Open 2007 за назвою спонсора) — 15-й чоловічий тенісний турнір, який відбувся з 1 грудня по 6 січня в місті Доха (Катар) на відкритих твердих кортах у Міжнародному центрі тенісу і сквошу Халіфа. Був одним зі змагань ATP International Series як частини Туру ATP 2007.
Іван Любичич здобув свою першу перемогу за рік і на деякий час очолив гонку ATP.

## Переможці

### Одиночний розряд
Іван Любичич —  Енді Маррей, 6–4, 6–4

### Парний розряд
Михайло Южний /  Ненад Зімоньїч —  Мартін Дамм /  Леандер Паес, 6–1, 7–6(7–3)